# SIG Sauer P220
SIG Sauer P220 — самозарядний пістолет, який був розроблений в 1974 році і був прийнятий на озброєння Швейцарії та інших держав в 1975 році. Пістолет випускається швейцарсько-німецькою компанією SIG Sauer.
SIG Sauer P220 популярна зброя серед охоронних структур і поліцейських відомств США, а також серед бійців спецпідрозділів різних країн світу. Модель P220 започаткувала цілу серію самозарядних пістолетів компанії SIG Sauer, які прославились своєю якістю деталей та надійністю конструкції.

## Історія
P220 був створений з метою заміни надійного і точного, але занадто дорогого Ordonnanzpistole 49. До середини 1970-х рр. Швейцарія, Німеччина і Франція оголосили конкурс на новий пістолет для своїх збройних сил. Була потрібна зброя, що поєднувала б у собі високі бойові якості, такі як надійність, точність стрільби, малу вагу, і наявність ударно-спускового механізму подвійної дії, при відносно невисокій вартості.

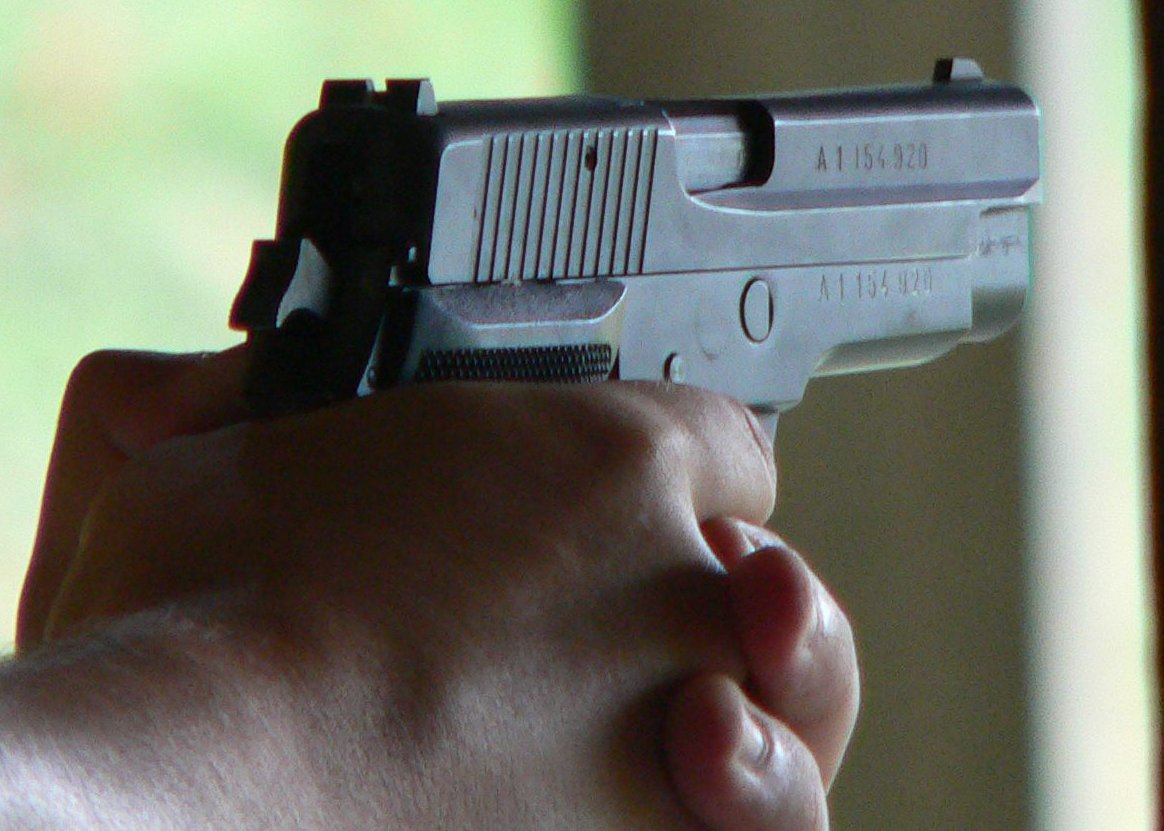
Стрільба з SIG Sauer P220

Після об'єднання в 1974 році швейцарської фірми SIG і німецької Sauer & Sohn був представлений розроблений ними спільно пістолет Sig Sauer P220. У 1975 році пістолет був прийнятий на озброєння швейцарської армії під найменуванням «Pistole 75». Нова зброя мала відмінну якість, високу точність стрільби і надійність P210, при менших габаритах, масі і вартості. Оскільки цей пістолет мав величезний комерційний потенціал, швейцарська компанія SIG об'єдналася з німецькою J.P. Sauer & Sohn, що дозволило подолати перешкоди жорсткого швейцарського законодавства і заборон на експорт зброї.
Незабаром серійне виробництво P220 було налагоджено в Німеччині і пістолети почали постачати для реалізації на цивільному ринку зброї США і країн Західної Європи. Пістолет використовував патрони 9×19 мм Парабелум, 7,65×21 мм Парабелум, .38 Super і .45 ACP. Ємність магазина 9 мм і 7,65 мм варіантів становила 9 патронів, пістолета під .45 ACP — 7 патронів. Після покупки досить було видалити консерваційне мастило, нанести зовсім небагато робочого і відправитися на стрільбище без будь-яких доробок або замін стандартних деталей, на відміну від широко практикованої кастомізації серійних моделей на основі конструкції Colt M1911.
Пістолети P220 практично відразу набули стійкого попиту, хоча й не в дуже великих обсягах через порівняно високу вартість, продиктовану відмінною якістю. P220 45-го калібру набув поширення серед поліцейських департаментів США. Нині[коли?] виробляється тільки в США на заводах Sig Sauer і тільки під патрон .45 ACP і має місткість магазина 8 патронів.

## Конструкція
Автоматика пістолета P220 працює за схемою використання віддачі при короткому ході ствола. Замикання здійснюється за допомогою ствола, який знижується, зчепленням верхнього виступу його казенної частини зі збільшеним вікном затвора-кожуха для викиду стріляних гільз. Затвор-кожух, що виготовляється з високоякісної легованої сталі з подальшою обробкою поверхонь захисним покриттям Nitron®, тепер переміщається по зовнішнім напрямних рами, що трохи знижує точність стрільби, але спрощує виробництво і знижує вартість зброї. Затвор-кожух складається з двох деталей — кожуха, що виготовляється штампуванням із сталевого листа, і затвора, закріпленого в кожусі за допомогою штифта. P220 випускаються так само з затвором-кожухом з нержавіючої сталі — P220 Two-Tone і повністю з нержавіючої сталі — P220 Elite Stainless.

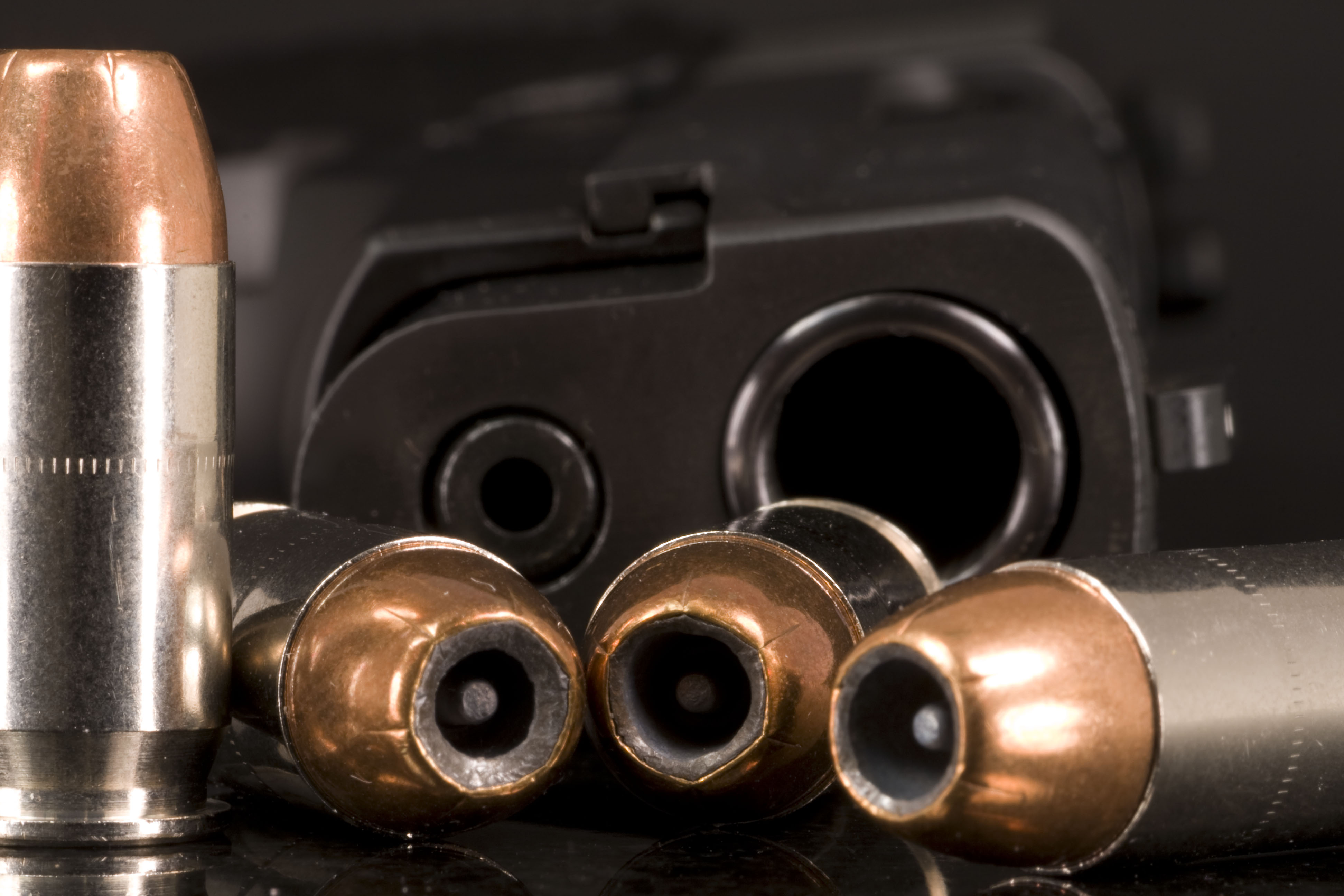
Пістолет SIG Sauer P220 і набої калібру .45 ACP

Рама виготовляється з легкого сплаву. На нижній поверхні її передньої частини є стандартні напрямні Picatinny rail Mil-Std 1913 для кріплення різних додаткових пристосувань, таких як тактичний ліхтар або лазерний цілевказівник. Ударно-спусковий механізм курковий, подвійної дії з запобіжним зведенням курка. Є різні варіанти УСМ. Спуск з попередженням. Зусилля спуску при роботі в режимі самозведення становить 4,5 кг, в режимі одинарної дії — 2 кг. Ударник інерційного типу.
Широкий скіс патронника і напрямний паз рами забезпечують надійність подачі патронів з різними типами експансивних куль. Зброя має розташований з лівого боку рами важіль безпечного спуску курка. При натисканні на цей важіль він опускається вниз, піднімаючи шептало, і розчіплює його з прорізом бойового зведення курка. Під дією бойової пружини курок обертається до зчеплення прорізів запобіжного зводу із шепталом без контакту з ударником, що робить зброю зручною і безпечною в використанні. Сам ударник закривається стрижнем, який проходить через нього і утримується пружиною, і не буде рухатися навіть при падінні пістолета.
Пістолет оснащений автоматичним запобіжником ударника. На лівій стороні рами розташовані також важіль затримки затвора, що знаходиться за важелем безпечного спуску курка, і фіксатор ствола. Засувка магазина в пістолетах, призначених для Європи, розташована в нижній частині рукоятки, а в зброї для продажу в США — біля основи спусковий скоби (крім калібру .45 АСР, де вона розташована на передній стороні рукоятки). Прицільні пристосування складаються з мушки і цілика з можливістю введення поправок по горизонталі і білими вставками для стрільби в умовах низької освітленості. В даний час прицільні пристосування пістолетів Sig Sauer забезпечуються контрастними тритієвими точками SIGLITE (червоного кольору на мушці і зеленого — на цілику).
Пістолет може працювати в режимі подвійної дії при повному натисканні на спусковий гачок або одинарної, коли курок зводиться рукою, а спусковий гачок натискається м'яко і коротко. Відразу після пострілу тиск газів в патроннику штовхає гільзу назад. Затвор і ствол, з'єднані разом, відкочуються приблизно на 3 мм, після чого ствол виходить із зачеплення з затвором. Система замикання є видозміною методу Браунінга: на стволі є великий фасонний виступ над патронником, який в закритому положенні входить в паз навколо вікна викиду гільз в затворі. Фасонний виступ під патронником вдаряється в поперечину рамки, опускаючи таким чином задній (казенний) кінець ствола, роз'єднуючи затвор і ствол.

## Оператори
- Канада
- Іран
- Японія
- Швеція
- Швейцарія
- США — виготовляється американським філіалом SIG Sauer.
- Уругвай
- Велика Британія
- Ватикан — перебуває на озброєнні Швейцарської гвардії.
- Німеччина — початково перебували на озброєнні поліції Західної Німеччини.